# بلو آندرگراند
بلو آندرگراند (انگلیسی: Blue Underground) یک شرکت آمریکایی متخصص در انتشار نسخه‌های معتبر فیلم‌های کالت و بهره‌برداری بر روی دیسک بلوری و دی‌وی‌دی و اولترا اچ‌دی بلوری است.
این شرکت در ابتدا به عنوان یک شرکت کاغذی برای نظارت بر ساخت فیلم‌های مستند در انکر بی انترتینمنت در زمان ریاست ویلیام لوستیگ در آنجا تشکیل شد، اما در اواخر سال ۲۰۰۲ به یک نهاد مستقل تبدیل شد. این شرکت طیف گسترده‌ای از فیلم‌های کالت را روی دیسک منتشر کرده‌است، اما بیشتر به فیلم‌های ترسناک و بهره‌کشی اروپایی (به ویژه ایتالیایی)، آسیایی و برزیلی گرایش دارد.